# Arroyomolinos de la Vera
Pour les articles homonymes, voir Arroyomolinos et la Vera.
Ne doit pas être confondu avec Arroyomolinos.
Arroyomolinos de la Vera est une commune de la province de Cáceres dans la communauté autonome d'Estrémadure en Espagne.